# Caño Cristales
Caño Cristales (slovensko Kristalni kanal - v džungli reke krajše dolžine in širine imenujejo caños) je kolumbijska reka v provinci Serranía de la Macarena v departmaju Meta in je pritok reke Guayabero. Reka se običajno imenuje reka petih barv ali tekoča mavrica in je znana po svojih osupljivih barvah. Struga reke je od konca julija do novembra različno obarvana rumeno, zeleno, modro, črno in še posebej rdeče, zadnjo pa povzročajo rastline Macarenia clavigera (družina Podostemaceae) v strugi.

## Zgodovina
Skozi leta so nekateri govorili, da je reka ena najlepših na zemlji. National Geographic navaja, da se zdi, da je reka izvirala iz Edenskega vrta (ta čudovita reka se prevaja kot Kristalni kanal) (špansko: Paraíso).

## Geografija
Kvarcitne kamnine planote Serranía de la Macarena so nastale pred približno 1,2 milijarde let. So zahodni podaljšek Gvajanskega ščita Venezuele.
Caño Cristales je hitro tekoča reka s številnimi brzicami in slapovi, potoki in tolmuni, katerih vode pritekajo z južne planote gorovja Macarena, kjer je njen izvir, za najstarejšimi tepuji Sierre na strmem območju, v katerem še vedno najdejo številne skalne poslikave. Te vode, tako čiste, da omogočajo videti dno in vso čarobnost, ki jo vsebuje ta čudovita reka, tečejo proti reki Guayabero in zbirajo nešteto materiala iz skalnatih savan Sierre.
Kanal se izprazni brez značilnih barv, saj so se te izgubile na poti La Cachivera.
Ker je struga Caño Cristales kamnita, je dež zmerne intenzivnosti dovolj, da rečni tok osupljivo naraste in pusti popotnika izoliranega na svojih obalah; vendar se reka enako hitro zmanjša. Poleti se vode izsuši in rdeče rastline se potem lahko namnožijo.
Na mnogih delih struge najdemo majhne okrogle jame, znane kot velikanovi kotli ali udarna luknja, ki so jih oblikovali kamenčki ali kosi trših kamnin. Ko eden od teh trših kamnin pade v eno od votlin, ga vodni tok zavrti in začne rezati ob steni votline, kar poveča dimenzije jame.

## Živalstvo in rastlinstvo
Serranía de la Macarena je na meji treh velikih ekosistemov, od katerih ima vsak veliko raznolikost flore in favne: Andov, Vzhodnega Llanosa in Amazonskega deževnega gozda. Rastlinski in živalski svet se bori s pomanjkanjem hranil na trdni skalni površini planjave in je razvil različne prilagoditve. Reprezentativni biom Serranía de La Macarena je hidrofitni deževni gozd: vroč, topel in hladen. Na planini živi približno 420 vrst ptic, 10 vrst dvoživk, 43 vrst plazilcev in osem primatov.
Reka Caño Cristales ima široko paleto vodnih rastlin. Voda reke je zaradi pomanjkanja hranil in majhnih delcev izjemno bistra. Skoraj edinstvena je svetlo rdeče-roza obarvanost struge po deževnem obdobju konec junija - novembra. To barvo povzročajo velike količine endemičnih rastlinskih vrst Macarenia clavígera. To rastlino najdemo v nekaterih bolj lokalnih rekah, kot je Caño Siete Machos. Te rdeče rastline se tesno oprimejo kamnin na mestih, kjer ima reka hitrejši tok.